# 諾曼旅

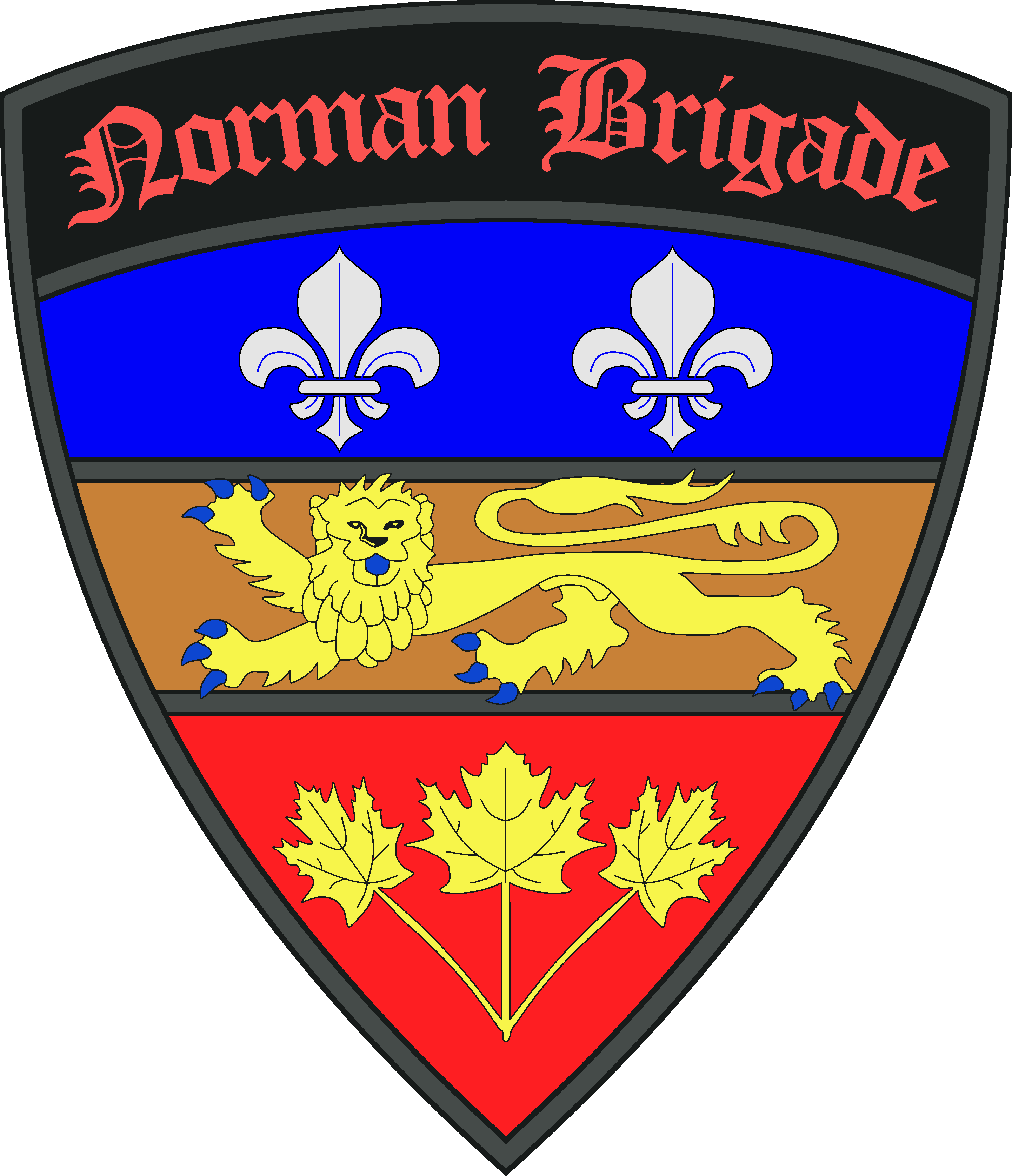
诺曼旅徽标

诺曼旅（乌克兰语：Норманська бригада，英文：Norman Brigade）是一支由外国志愿者组成的部队，成立于2022年初，隶属于乌克兰领土防卫国际战队。该部队的成员主要来自瑞典、丹麦、波兰、德国、西班牙、法国、澳大利亚、新西兰、南非、葡萄牙、意大利、约旦、埃及和挪威，还有来自美国、加拿大和英国的志愿兵。

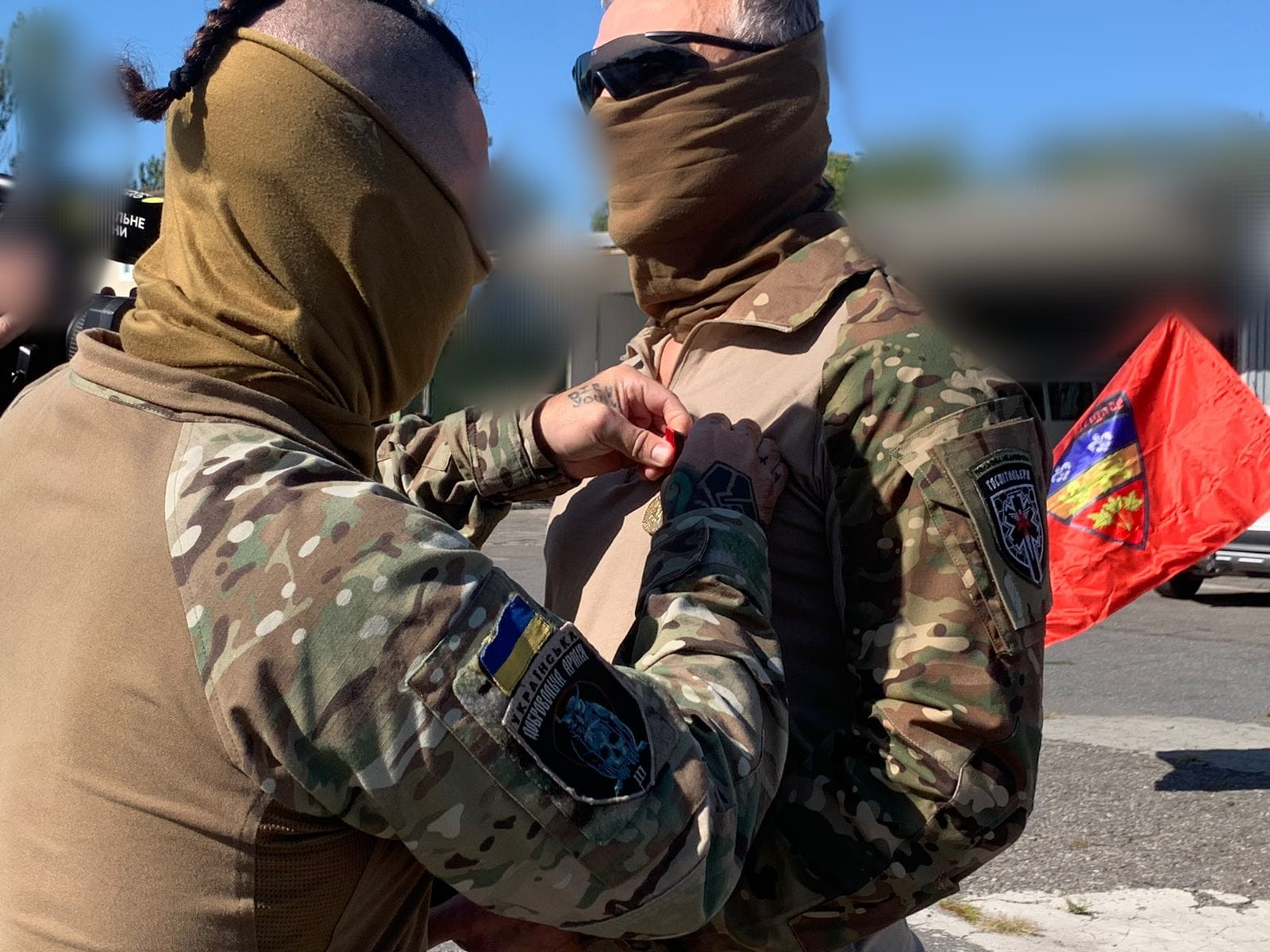
诺曼旅表彰典礼

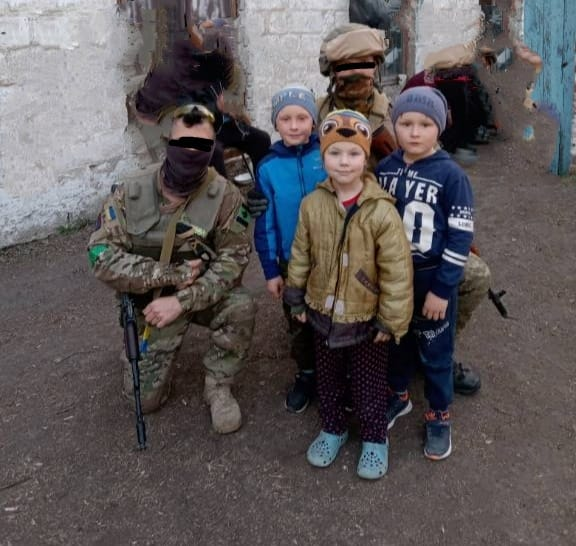
诺曼旅军官和乌克兰儿童

“诺曼旅”这个名字的来由是因为许多魁北克人是法国诺曼底地区移民的后代。该部队的成员几乎都是退伍军人，他们有的是因为有亲戚在乌克兰，有的是因为俄罗斯的入侵和战争罪行的报道而感到震惊，所以决定加入这场捍卫乌克兰领土完整的战争。

## 历史

### 诺曼旅的成立
该部队可能在2022年3月初成立。指挥官当时为了安全起见使用“Hrulf”这个名字，并解释他创建这个部队是出于个人原因，包括“为捍卫乌克兰、我的家人和其价值观尽自己的一份力”。来自多个国家的公民加入了“诺曼旅”，包含大量退伍军人，其中最著名的战士可能是被称为“全球最顶级的狙击手”的加拿大人瓦利。
诺曼旅最初作为独立部队或隶属于乌克兰志愿军，后者是德米特里·亚罗斯成立的。
2022年12月2日，诺曼旅在社交媒体上宣布，该部队正式并入乌克兰武装部队，加入了位于敖德萨的第126陆地防御旅。诺曼旅的成员也在当天签署了合同。
在经历了2023年的行政问题后，诺曼旅于2023年11月初重新加入乌克兰志愿军，直到同年11月1日宣布，他们已经成为第48独立突击营的外籍分支。
有传言称，该部队的指挥官是一位拥有诺曼血统的加拿大人。部队的名字来源于在16世纪和17世纪期间殖民新法兰西的首批诺曼定居者。该部队据信驻扎在一个靠近激烈战斗的乌克兰东南部城市。

### 招募标准
诺曼旅对招聘者有一套严格的标准，要求具备完备的军事经验，身体状况“合格”，以及年龄在18至45岁之间。涵盖从战地医护人员、工兵、迫击炮技师、教官、战地翻译、无人机操作员到电子战专家等各类岗位。

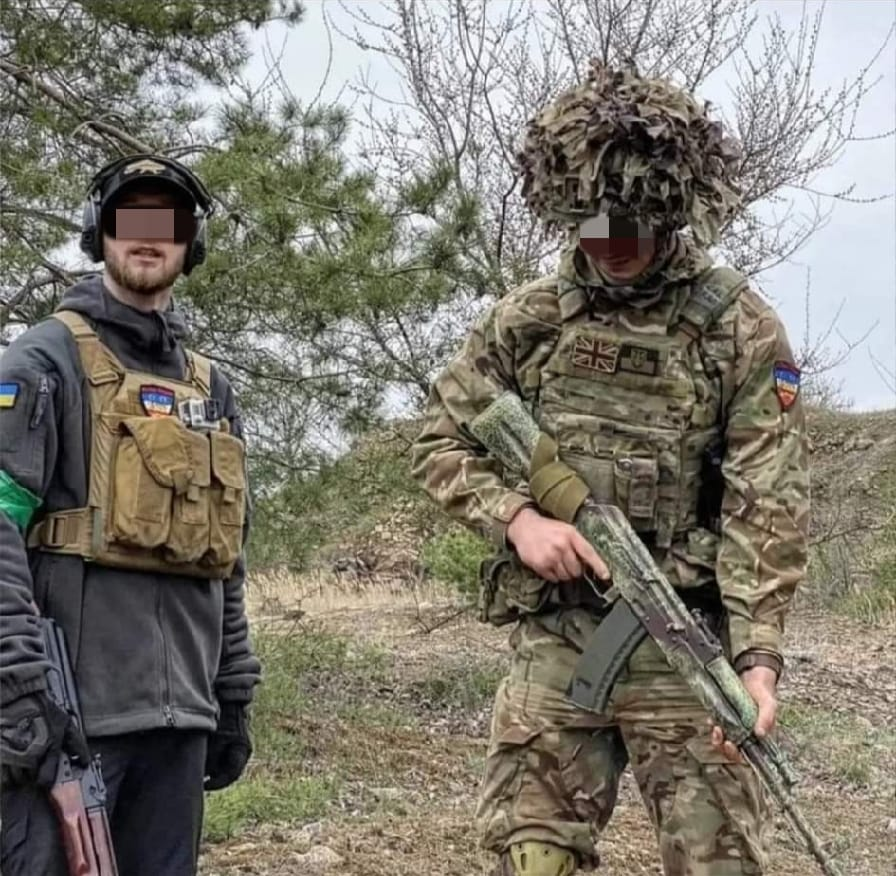
诺曼旅战士

2023年2月19日，诺曼旅在Facebook上发布招募，最低年龄要求从18岁提高到21岁。Facebook上的公告还附带了一段诺曼旅在乌克兰的训练视频，视频内容是武器训练和战术演练。
诺曼旅于2023年3月19日开始了另一轮招募活动，表示他们需要具有相关的军事经验，身体条件合格，且年龄在21至45岁之间的人员。
截至2023年7月，该单位发布了一套新的招募标准，招募愿意支持为乌克兰事业而战的人。新规则增加了一个名为“地狱周”的预选。